# 신종령
신종령(1982년 3월 1일 ~ )은 대한민국의 코미디언이다. 2010년 KBS 25기 공채 개그맨으로, 2009년 《개그 스타》의 코너 〈늦었어〉를 통해 데뷔하였다.

## 경력

### 출연 프로그램
- KBS 《개그콘서트》

〈봉숭아 학당〉간꽁치 역
〈드라이클리닝〉
〈엑스트라〉
〈애정남〉
〈리얼토크쇼〉게스트에게 질문하는 방청객 역
〈연애능력평가〉쪽집게 선생님 역
〈세상아 덤벼라〉
〈10년 후〉
〈민상토론〉
〈이.개.세 (이 개그맨들이 사는 세상)〉
〈환상의 커플〉
〈아무말 대잔치〉
- KBS 《개그 스타》
- KBS 《심형래 쇼》

## 공연
- 2015년 개그패밀리 콘서트

## 유행어
- 여러분도 할 수 있습니다!, 우리...그동안 어땠습니까?(봉숭아학당)
- 자, 이제 다들 협조 좀 해주셔야 겠습니다.(애정남)
- 뭐라고요?, 뭐라고한다?, 뭐란다?, 어때요 귀에 족족~들어오죠(연애능력평가)
- 저 싸움 잘합니드아!!

## 수상
- 2011년 KBS 연예대상 코미디부문 최우수코너상

## 사건 사고
2017년 9월, 두 차례에 걸친 취중 상태에서의 묻지마 폭행을 벌이고 이에 대해 반성하지 않는 태도를 보여 물의를 빚었으며, 구속영장이 발부되어 현재 구치소에 수감된 상태다.
2017년 11월 21일 징역 10월에 집행유예 2년을 선고했다.